# Liste des députés du Royaume-Uni par législature
Cet article dresse la liste des députés du Royaume-Uni, c'est-à-dire des membres de la Chambre des communes, par législature.

## Liste depuis 1945
- Liste des députés de la 38e législature du Royaume-Uni (1945-1950)
- Liste des députés de la 39e législature du Royaume-Uni (1950-1951)
- Liste des députés de la 40e législature du Royaume-Uni (1951-1955)
- Liste des députés de la 41e législature du Royaume-Uni (1955-1959)
- Liste des députés de la 42e législature du Royaume-Uni (1959-1964)
- Liste des députés de la 43e législature du Royaume-Uni (1964-1966)
- Liste des députés de la 44e législature du Royaume-Uni (1966-1970)
- Liste des députés de la 45e législature du Royaume-Uni (1970-1974)
- Liste des députés de la 46e législature du Royaume-Uni (1974)
- Liste des députés de la 47e législature du Royaume-Uni (1974-1979)
- Liste des députés de la 48e législature du Royaume-Uni (1979-1983)
- Liste des députés de la 49e législature du Royaume-Uni (1983-1987)
- Liste des députés de la 50e législature du Royaume-Uni (1987-1992)
- Liste des députés de la 51e législature du Royaume-Uni (1992-1997)
- Liste des députés de la 52e législature du Royaume-Uni (1997-2001)
- Liste des députés de la 53e législature du Royaume-Uni (2001-2005)
- Liste des députés de la 54e législature du Royaume-Uni (2005-2010)
- Liste des députés de la 55e législature du Royaume-Uni (2010-2015)
- Liste des députés de la 56e législature du Royaume-Uni (2015-2017)
- Liste des députés de la 57e législature du Royaume-Uni (2017-2019)
- Liste des députés de la 58e législature du Royaume-Uni (depuis 2019)